# Ptychoptera lenis
Ptychoptera lenis är en tvåvingeart som beskrevs av Osten Sacken 1877. Ptychoptera lenis ingår i släktet Ptychoptera och familjen glansmyggor. Inga underarter finns listade i Catalogue of Life.